# Rob Collard
Robert Collard (Frimley, Surrey, Inglaterra, 1 de octubre de 1968), más conocido como Rob Collard, es un piloto de automovilismo británico. Desde el año 2000 participa en el Campeonato Británico de Turismos, donde ya ha ganado 15 carreras y el campeonato de independientes de 2003. Corrió gran parte de su carrera con BMW, pero desde 2019 lo hace con Vauxhall.

## Carrera

### Comienzos
En sus comienzos, compitió en categorías de Hot Rods, luego corrió en Fórmula Ford durante 3 años y obtuvo un tercer puesto en un campeonato del coches Vauxhall SRi V6.
En 2000, se lanzó a la Clase B del British Touring Car Championship, en el equipo Bintcliffe Sport con un Nissan Primera, un coche de menor potencia, en comparación con otros coches, pero más económico. Robert terminó 4.º en la general en su clase.
Al año siguiente pasó a la clase denominada "Production" donde preparó un Clio 172 con un equipo personal (el Collard Racing), acabando 13° con 46 puntos.
La temporada fue sin embargo muy mala. la fiabilidad del motor y el rendimiento duradero fue baja, y una victoria y un segundo en la sesión de apertura resultó ser un falso amanecer, como el pequeño equipo tuvo dificultades para conseguir maquinaria de trabajo a las carreras, y él estaba fuera de los 10 mejores. 
Disputó en el 2002 el Campeonato Europeo de Turismos con un Nissan Primera del RJN Motorsport, participando en 6 competencias y obteniendo un 10° puesto como mejor resultado. En el BTCC, solo participó de 10 carreras y solo disputó 4 carreras.

### 2003-2006
En 2003, pasó a la clase principal del Campeonato Británico de Turismos con un Vauxhall Astra Coupé, siguiendo en su equipo propio. Ganó la Copa de Independientes, y terminó 10.º, por delante de algunos competidores de equipos oficiales.

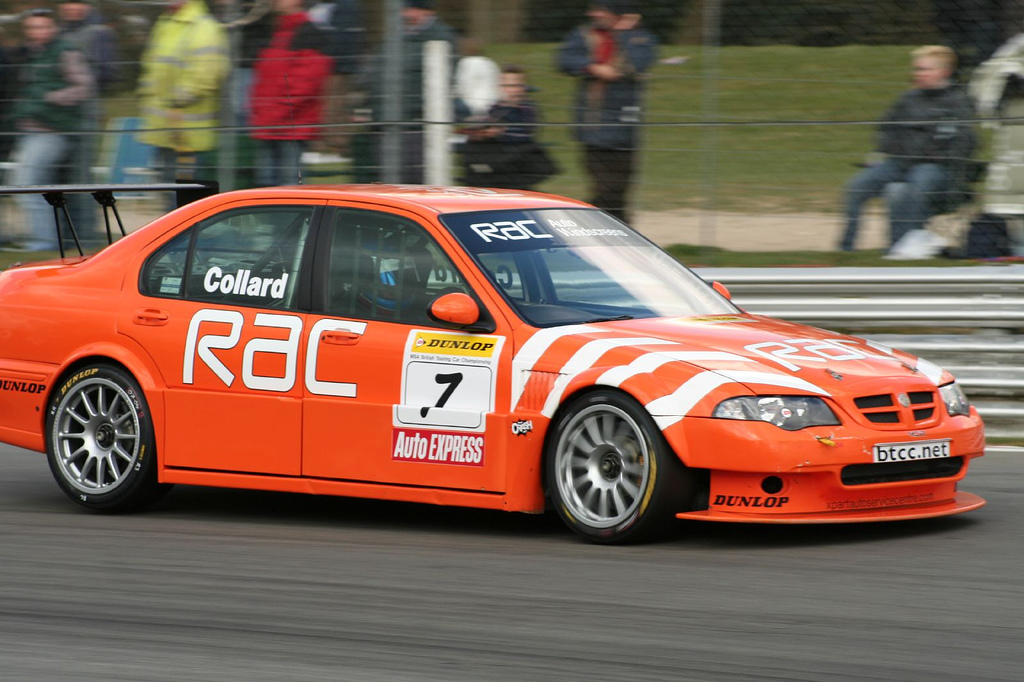
Collard conduciendo un MG del West Surrey Racing en el año 2006.

Para el 2004 había pocos equipos oficiales. Como resultado, se dio gran espectáculo en la categoría de Independientes, con buenas estructuras y buenos pilotos. Esto hizo que el Collard Racing no tenga ninguna esperanza realista de competir contra pilotos como Anthony Reid (del West Surrey Racing con MG) o Matt Neal (del equipo Team Dynamics con Honda), y terminó 6.º en el campeonato Independiente y 12.º en la general.
En 2005 Robert remplazó a Anthony Reid en el West Surrey Racing, Este fue su temporada más competitiva hasta ese momento, con 2 victorias y la 7.ª posición de la general.
Para el año 2006 se le unió al equipo Colin Turkington, bajo una nueva apariencia del WSR. Esta vez terminó 9° con un solo podio.

### 2007-2018
En 2007 Collard no tenía unidad en el WSR por los malos resultados de la temporada anterior, en vez disputando las primeras rondas de la Copa Porsche Carrera del Reino Unido, logrando poco éxito en estos coches. Disputó la ronda final del Campeonato Británico para equipo GR Asia, con un SEAT León, remplazando al irlandés Gavin Smith.
Volvió a la categoría la siguiente temporada, sobre en un BMW del Motorbase Performance. Finalizó 12° con 84 puntos.

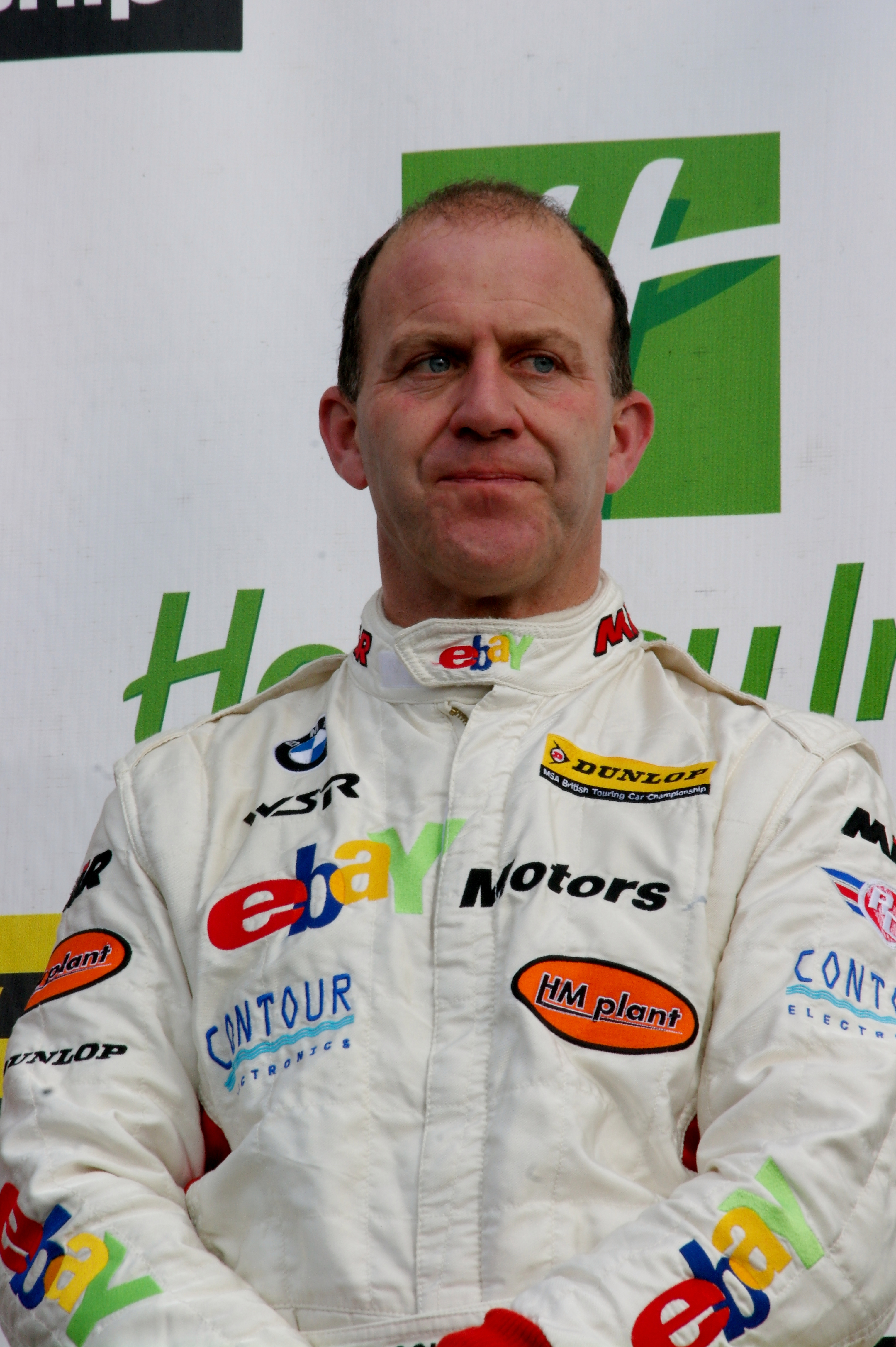
Collard en Silverstone, 2012.

Para el año 2009 Rob Collard permaneció en el equipo, para acompañar al británico Jonathan Adam, con BMW 320si. Ganó dos carreras desde el principio en 2009 en la primera ronda en Brands Hatch y en Donington Park. Estuvo a punto de añadir una tercera en Snetterton, antes del contacto con James Nash vio girar por la pista hacia el camino de Stephen Jelley, lo que resulta en una gran colisión. Collard se quejó de dolor abdominal y fue trasladado al hospital, mientras que Nash fue excluido de los resultados. Luego sufrió otra gran incidente en la siguiente ronda en Knockhill cuando él y Matt Neal chocó después de que Matt Neal perdió el control del coche. Plagada de incidentes y abandonos a través de la segunda mitad de la temporada Rob Collard fue incapaz de igualar la forma de la primera mitad de la temporada, pero aun así terminamos sexto en el campeonato de pilotos BTCC, su mejor actuación en el BTCC hasta 2015.
Para 2010 Collard volvió al West Surrey Racing, reemplazando al entonces actual campeón Colin Turkington. Terminó el año en la 9.ª posición y se quedó en el WSR para el año 2011, donde terminó 8.º en el campeonato de pilotos. En 2012 ganó 3 carreras con el equipo terminando así en la 5.ª posición, siendo hasta entonces su mejor resultado, con tres victorias. 
Al año siguiente, el equipo volvió a firmar con Turkington y presentó los Sport BMW 125i M de la marca alemana. Robert solo logró un podio (3.º en la segunda carrera de Knockhill) y terminó en la 13.ª posición de la general. A pesar de esto, Collard permaneció en el West Surrey Racing ganar 1 carrera y terminar 6.º en el campeonato de pilotos con 275 puntos.
En las temporadas 2015 y 2016, Collard siguió en el West Surrey Racing, terminando 10° y 5° respectivamente en el campeonato, obteniendo un total de 5 victorias en 59 carreras comenzadas.

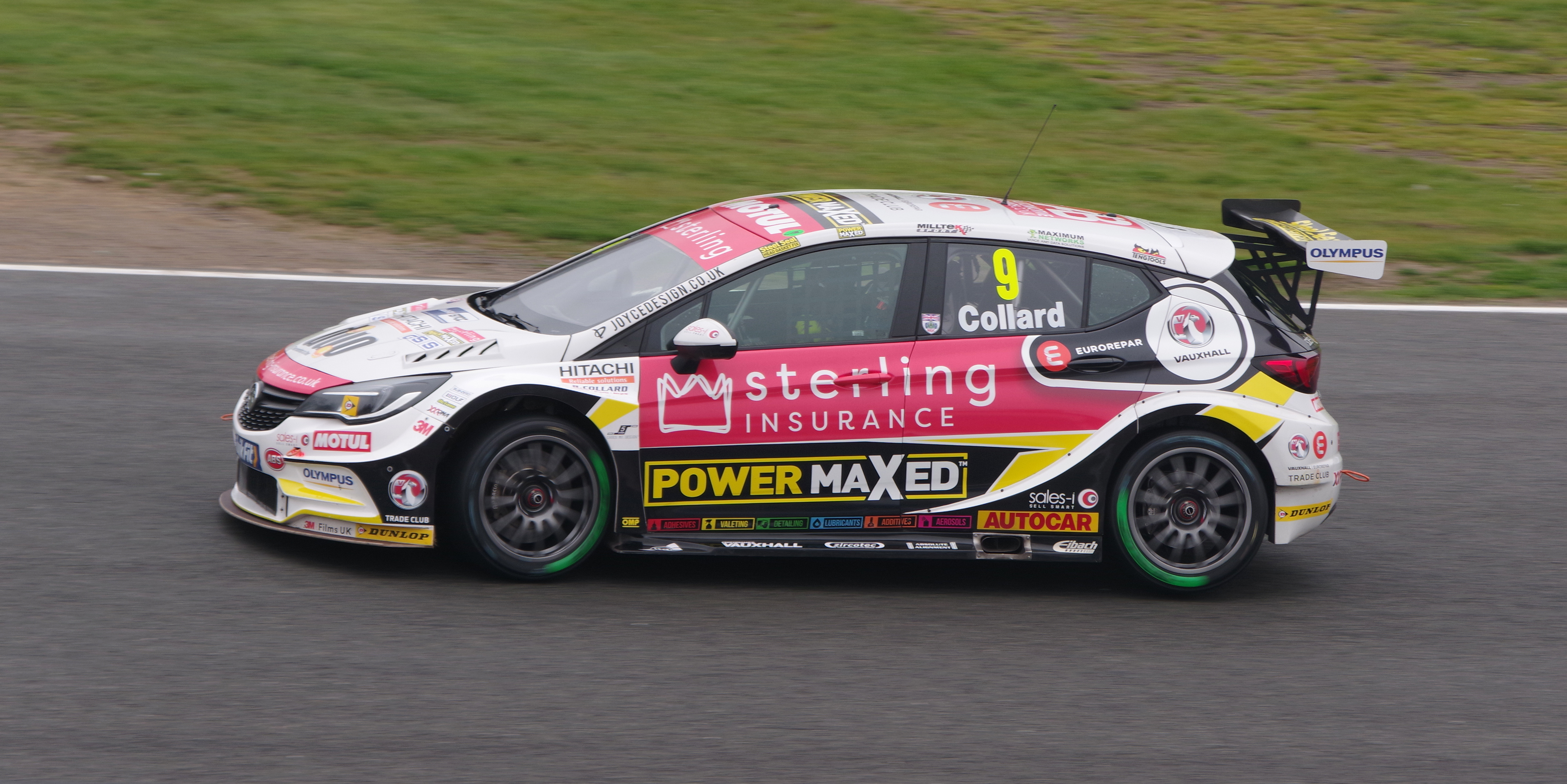
Collard en su primera temporada con Vauxhall.

Para los dos años siguientes, extendió su contrato con WSR. En mitad de la temporada 2018, tuvo un grave accidente, lo que le provocó una conmoción cerebral y no poder continuar el resto de la temporada. Fue remplazado por su hijo Ricky, aunque inicialmente era solo por dos fechas.

### 2019-
En 2019 abandonó BMW, para unirse al equipo Power Maxed Racing con un Vauxhall Astra. En 2020, dejó el BTCC para competir en el Campeonato Británico de GT, donde obtuvo el título en la clase GT3 junto a Sandy Mitchell.

## Vida personal
La familia de Rob actuó en un episodio de Wife Swap en la ABC, que se estrenó en octubre de 2006. Rob dijo en una cobertura del canal ITV que su héroe era el fallecido Colin McRae y su ambición es ganar el Campeonato Mundial de Turismos.
Es el dueño de la empresa de demolición R Collard Ltd y también el padre de los jóvenes corredores Ricky y Jordan Collard.

## Resultados

### Campeonato Británico de Turismos
(Clave) (negrita indica pole position) (cursiva indica vuelta rápida)
| Año  | Equipo                                     | Automóvil            | Clase | 1         | 2         | 3          | 4         | 5         | 6         | 7         | 8         | 9         | 10        | 11        | 12        | 13       | 14        | 15        | 16        | 17        | 18         | 19        | 20        | 21        | 22        | 23        | 24        | 25        | 26        | 27        | 28        | 29        | 30        | Pos. | Puntos |
| ---- | ------------------------------------------ | -------------------- | ----- | --------- | --------- | ---------- | --------- | --------- | --------- | --------- | --------- | --------- | --------- | --------- | --------- | -------- | --------- | --------- | --------- | --------- | ---------- | --------- | --------- | --------- | --------- | --------- | --------- | --------- | --------- | --------- | --------- | --------- | --------- | ---- | ------ |
| 2000 | Bintcliffe Sport                           | Nissan Primera       | B     | BRH 1     | BRH 2     | DON 1 Ret  | DON 2 Ret | THR 1 DNS | THR 2 DNS | KNO 1     | KNO 2     | OUL 1 12  | OUL 2 11  | SIL 1 13  | SIL 2 Ret | CRO 1 11 | CRO 2 8   | SNE 1 Ret | SNE 2 9   | DON 1 14  | DON 2 Ret  | BRH 1 Ret | BRH 2 12  | OUL 1 Ret | OUL 2 DNS | SIL 1 Ret | SIL 2 Ret |           |           |           |           |           |           | 4.º  | 81     |
| 2001 | Collard Racing                             | Renault Clio 172     | P     | BRH 1 6   | BRH 2 DNS | THR 1 Ret  | THR 2 NC  | OUL 1 Ret | OUL 2 DNS | SIL 1 12  | SIL 2 Ret | MON 1 Ret | MON 2 DNS | DON 1 11  | DON 2 Ret | KNO 1 10 | KNO 2 8   | SNE 1 5   | SNE 2 Ret | CRO 1 DNS | CRO 2 DNS  | OUL 1 DNS | OUL 2 DNS | SIL 1 11  | SIL 2 Ret | DON 1 DNS | DON 2 DNS | BRH 1 15  | BRH 2 Ret |           |           |           |           | 13.º | 46     |
| 2002 | Collard Racing                             | Renault Clio 172     | P     | BRH 1 7   | BRH 2 9   | OUL 1 DNS  | OUL 2 DNS | THR 1 DNS | THR 2 DNS | SIL 1 14  | SIL 2 Ret | MON 1     | MON 2     | CRO 1 DNS | CRO 2 DNS | SNE 1    | SNE 2     | KNO 1     | KNO 2     | BRH 1     | BRH 2      | DON 1     | DON 2     |           |           |           |           |           |           |           |           |           |           | 12.º | 34     |
| 2003 | Collard Racing                             | Vauxhall Astra Coupé | T     | MON 1 6   | MON 2 7   | BRH 1 13   | BRH 2 Ret | THR 1 Ret | THR 2 DNS | SIL 1 Ret | SIL 2 9   | ROC 1 7   | ROC 2 5   | CRO 1 Ret | CRO 2 8   | SNE 1 8  | SNE 2 6   | BRH 1 Ret | BRH 2 Ret | DON 1 9*  | DON 2 16   | OUL 1 8   | OUL 2 7   |           |           |           |           |           |           |           |           |           |           | 10.º | 42     |
| 2004 | Collard Racing                             | Vauxhall Astra Coupé |       | THR 1 11  | THR 2 5   | THR 3 8    | BRH 1 10  | BRH 2 15  | BRH 3 15  | SIL 1 Ret | SIL 2 13  | SIL 3 DNS | OUL 1 5   | OUL 2 Ret | OUL 3 4   | MON 1 13 | MON 2 11  | MON 3 Ret | CRO 1 15  | CRO 2 Ret | CRO 3 9    | KNO 1 8   | KNO 2 11  | KNO 3 Ret | BRH 1 15  | BRH 2 Ret | BRH 3 9   | SNE 1 7   | SNE 2 9   | SNE 3 11  | DON 1 13  | DON 2 8   | DON 3 7   | 12.º | 44     |
| 2005 | West Surrey Racing                         | MG ZS                |       | DON 1 4   | DON 2     | DON 3 4    | THR 1 5   | THR 2 11  | THR 3 Ret | BRH 1 6   | BRH 2 6   | BRH 3 Ret | OUL 1 8   | OUL 2 4   | OUL 3 4*  | CRO 1 7  | CRO 2 4   | CRO 3 5   | MON 1 5   | MON 2 4   | MON 3      | SNE 1 5   | SNE 2 5   | SNE 3 12  | KNO 1 9   | KNO 2 9   | KNO 3 1*  | SIL 1 10  | SIL 2 10  | SIL 3 2*  | BRH 1 Ret | BRH 2 9   | BRH 3 1*  | 7.º  | 173    |
| 2006 | Team RAC                                   | MG ZS                |       | BRH 1 7   | BRH 2 6   | BRH 3 DSQ  | MON 1 Ret | MON 2 10  | MON 3 Ret | OUL 1 6   | OUL 2 5   | OUL 3 4   | THR 1 5   | THR 2 3   | THR 3 6   | CRO 1 5  | CRO 2 Ret | CRO 3 10  | DON 1 9   | DON 2 13  | DON 3 Ret  | SNE 1 11  | SNE 2 5   | SNE 3 Ret | KNO 1 Ret | KNO 2 Ret | KNO 3 7   | BRH 1 5   | BRH 2 7   | BRH 3 6   | SIL 1 10  | SIL 2 5   | SIL 3 7   | 9.º  | 97     |
| 2007 | GR Asia                                    | SEAT León            |       | BRH 1     | BRH 2     | BRH 3      | ROC 1     | ROC 2     | ROC 3     | THR 1     | THR 2     | THR 3     | CRO 1     | CRO 2     | CRO 3     | OUL 1    | OUL 2     | OUL 3     | DON 1     | DON 2     | DON 3      | SNE 1     | SNE 2     | SNE 3     | BRH 1     | BRH 2     | BRH 3     | KNO 1     | KNO 2     | KNO 3     | THR 1 11  | THR 2 Ret | THR 3 10  | 27.º | 1      |
| 2008 | Motorbase Performance                      | BMW 320si            |       | BRH 1 12  | BRH 2 Ret | BRH 3 11   | ROC 1 13  | ROC 2 12  | ROC 3 8   | DON 1 Ret | DON 2 DNS | DON 3 Ret | THR 1 14  | THR 2 14  | THR 3 11  | CRO 1 5  | CRO 2 4   | CRO 3 Ret | SNE 1 9   | SNE 2 4   | SNE 3 9    | OUL 1 10  | OUL 2 Ret | OUL 3 8   | KNO 1 7   | KNO 2 6   | KNO 3 2   | SIL 1 16  | SIL 2 9   | SIL 3 7   | BRH 1 3   | BRH 2 4   | BRH 3 6   | 12.º | 84     |
| 2009 | Airwaves BMW                               | BMW 320si            |       | BRH 1 4*  | BRH 2 1*  | BRH 3 8    | THR 1 17  | THR 2 5   | THR 3 5   | DON 1 4   | DON 2 9   | DON 3 1*  | OUL 1 9   | OUL 2 DNS | OUL 3 4   | CRO 1 4  | CRO 2 4   | CRO 3 7   | SNE 1 Ret | SNE 2 7   | SNE 3 Ret* | KNO 1 Ret | KNO 2 12  | KNO 3 Ret | SIL 1 6*  | SIL 2 9   | SIL 3 2*  | ROC 1 4   | ROC 2 Ret | ROC 3 Ret | BRH 1 6   | BRH 2 4   | BRH 3 Ret | 6.º  | 145    |
| 2010 | WSR                                        | BMW 320si            |       | THR 1 Ret | THR 2 9   | THR 3 Ret* | ROC 1 10  | ROC 2     | ROC 3 6   | BRH 1 4   | BRH 2 12  | BRH 3 4   | OUL 1 3   | OUL 2 15  | OUL 3 8   | CRO 1 2  | CRO 2 8   | CRO 3 17  | SNE 1 10  | SNE 2 7   | SNE 3 2    | SIL 1 6   | SIL 2     | SIL 3 12  | KNO 1 Ret | KNO 2 Ret | KNO 3 6   | DON 1 16  | DON 2 7   | DON 3 2   | BRH 1 5   | BRH 2 3   | BRH 3 6   | 8.º  | 144    |
| 2011 | WSR                                        | BMW 320si            |       | BRH 1 17  | BRH 2 9   | BRH 3 7    | DON 1 6   | DON 2 5   | DON 3 Ret | THR 1 12  | THR 2 14  | THR 3 13  | OUL 1 5   | OUL 2 3   | OUL 3 14  | CRO 1 3  | CRO 2     | CRO 3     | SNE 1 23  | SNE 2 10  | SNE 3 12   | KNO 1 5   | KNO 2 5   | KNO 3 2   | ROC 1 Ret | ROC 2 10  | ROC 3     | BRH 1 8   | BRH 2 22  | BRH 3 Ret | SIL 1 8   | SIL 2 23  | SIL 3 23  | 8.º  | 108    |
| 2012 | eBay Motors                                | BMW 320si            |       | BRH 1 1*  | BRH 2 6*  | BRH 3 6*   | DON 1 10* | DON 2 8   | DON 3 4   | THR 1 4   | THR 2 7   | THR 3 7   | OUL 1 3*  | OUL 2 14* | OUL 3 6   | CRO 1 2  | CRO 2 5   | CRO 3 5   | SNE 1 Ret | SNE 2 NC  | SNE 3 9    | KNO 1 1*  | KNO 2 1*  | KNO 3 9   | ROC 1 5   | ROC 2 11  | ROC 3 13  | SIL 1 4   | SIL 2 2*  | SIL 3     | BRH 1 6   | BRH 2 Ret | BRH 3 19  | 5.º  | 303    |
| 2013 | eBay Motors                                | BMW 125i M Sport     |       | BRH 1 Ret | BRH 2 Ret | BRH 3 Ret  | DON 1 15  | DON 2 12  | DON 3 12  | THR 1 13  | THR 2 13  | THR 3 15  | OUL 1 10  | OUL 2 NC  | OUL 3 11  | CRO 1 9  | CRO 2 6   | CRO 3 14  | SNE 1 10  | SNE 2 Ret | SNE 3 9    | KNO 1 6   | KNO 2 4   | KNO 3     | ROC 1 7   | ROC 2 Ret | ROC 3 Ret | SIL 1 5   | SIL 2 Ret | SIL 3 12  | BRH 1 7   | BRH 2 14  | BRH 3 8   | 13.º | 140    |
| 2014 | eBay Motors                                | BMW 125i M Sport     |       | BRH 1 6   | BRH 2 6   | BRH 3 4*   | DON 1 4   | DON 2 Ret | DON 3 7   | THR 1 5   | THR 2 3   | THR 3 10  | OUL 1 2   | OUL 2 3   | OUL 3 11  | CRO 1 4  | CRO 2 3   | CRO 3 2   | SNE 1 9   | SNE 2 18  | SNE 3 6    | KNO 1 12  | KNO 2 5   | KNO 3 1*  | ROC 1 11  | ROC 2 9   | ROC 3 6   | SIL 1 7   | SIL 2 Ret | SIL 3 DNS | BRH 1 6   | BRH 2 3*  | BRH 3 Ret | 6.º  | 275    |
| 2015 | Team JCT600 with GardX                     | BMW 125i M Sport     |       | BRH 1 1*  | BRH 2 16  | BRH 3 Ret  | DON 1 8   | DON 2 6   | DON 3 4*  | THR 1 13  | THR 2 2*  | THR 3 14  | OUL 1 13  | OUL 2 Ret | OUL 3 14  | CRO 1 3  | CRO 2 6   | CRO 3 1*  | SNE 1 Ret | SNE 2 NC  | SNE 3 10   | KNO 1 1*  | KNO 2     | KNO 3 Ret | ROC 1 18  | ROC 2 28  | ROC 3 DNS | SIL 1 7   | SIL 2 9   | SIL 3 2*  | BRH 1 10  | BRH 2 10  | BRH 3 7   | 10.º | 226    |
| 2016 | Team JCT600 with GardX                     | BMW 125i M Sport     |       | BRH 1 6   | BRH 2 16  | BRH 3 6    | DON 1 6   | DON 2 1*  | DON 3 4   | THR 1 6   | THR 2     | THR 3 6   | OUL 1 23  | OUL 2 25  | OUL 3 6   | CRO 1 7  | CRO 2 1*  | CRO 3 4   | SNE 1 16  | SNE 2 4   | SNE 3 2*   | KNO 1 17  | KNO 2 5   | KNO 3 Ret | ROC 1 14  | ROC 2 3   | ROC 3 6   | SIL 1 7   | SIL 2 7   | SIL 3 3*  | BRH 1 12  | BRH 2 10  | BRH 3 9   | 5.º  | 278    |
| 2017 | Team BMW                                   | BMW 125i M Sport     |       | BRH 1 7   | BRH 2     | BRH 3 6    | DON 1 6   | DON 2     | DON 3 12  | THR 1 10  | THR 2 1*  | THR 3 7   | OUL 1 5   | OUL 2     | OUL 3 6   | CRO 1 4  | CRO 2 3   | CRO 3 8   | SNE 1 9   | SNE 2 3   | SNE 3 2    | KNO 1 4   | KNO 2 4   | KNO 3 11  | ROC 1 17  | ROC 2 8   | ROC 3 Ret | SIL 1 Ret | SIL 2 DNS | SIL 3 DNS | BRH 1 WD  | BRH 2 WD  | BRH 3 WD  | 5.º  | 256    |
| 2018 | Team BMW                                   | BMW 125i M Sport     |       | BRH 1 15  | BRH 2 26  | BRH 3 Ret  | DON 1 11  | DON 2 13  | DON 3 4   | THR 1 11  | THR 2 16  | THR 3 10  | OUL 1 9   | OUL 2 6   | OUL 3 1*  | CRO 1 6  | CRO 2 28  | CRO 3 11  | SNE 1 Ret | SNE 2 Ret | SNE 3 DNS  | ROC 1     | ROC 2     | ROC 3     | KNO 1     | KNO 2     | KNO 3     | SIL 1     | SIL 2     | SIL 3     | BRH 1     | BRH 2     | BRH 3     | 19.º | 86     |
| 2019 | Sterling Insurance with Power Maxed Racing | Vauxhall Astra       |       | BRH 1 21  | BRH 2 22  | BRH 3 Ret  | DON 1 10  | DON 2 7   | DON 3 2   | THR 1 8   | THR 2 9   | THR 3 14  | CRO 1 Ret | CRO 2 19  | CRO 3 26  | OUL 1 15 | OUL 2 22  | OUL 3 23  | SNE 1 7   | SNE 2 14  | SNE 3 4    | THR 1 6   | THR 2 6   | THR 3 2*  | KNO 1 NC  | KNO 2 17  | KNO 3 16  | SIL 1 12  | SIL 2 NC  | SIL 3 21  | BRH 1 15  | BRH 2 17  | BRH 3 18  | 16.º | 118    |

### Campeonato Europeo de Turismos
(Clave) (negrita indica pole position) (cursiva indica vuelta rápida)
| Año  | Equipo         | Automóvil      | 1     | 2     | 3     | 4     | 5     | 6     | 7     | 8     | 9     | 10    | 11    | 12    | 13    | 14    | 15        | 16        | 17       | 18       | 19       | 20       | Pos. | Puntos |
| ---- | -------------- | -------------- | ----- | ----- | ----- | ----- | ----- | ----- | ----- | ----- | ----- | ----- | ----- | ----- | ----- | ----- | --------- | --------- | -------- | -------- | -------- | -------- | ---- | ------ |
| 2002 | RJN Motorsport | Nissan Primera | MAG 1 | MAG 2 | SIL 1 | SIL 2 | BRN 1 | BRN 2 | JAR 1 | JAR 2 | AND 1 | AND 2 | OSC 1 | OSC 2 | SPA 1 | SPA 2 | PER 1 Ret | PER 2 DNS | DON 1 14 | DON 2 12 | EST 1 10 | EST 2 12 | 27.º | 0      |